# Abomination (Marvel)
De Abomination is een fictieve superschurk uit de strips van Marvel Comics. Hij verscheen voor het eerst in Tales to Astonish #90 (vol. 1, april 1967), en werd bedacht door schrijver Stan Lee en tekenaar Gil Kane.
De Nederlandse stem van Abomination was Sander de Heer en later Huub Dikstaal.

## Biografie
Abomination is het alter ego van Emil Blonsky, een KGB-agent en spion. Hij veranderde in Abomination na zich expres te hebben blootgesteld aan een dosis gammastraling. Dit veroorzaakte bij hem een gelijke mutatie als bij Bruce Banner.
In tegenstelling tot de Hulk behield Blonsky als Abomination zijn verstand, maar hij ontdekte al snel dat hij niet meer terug kon veranderen naar zijn menselijke vorm.
De Abomination heeft in het verleden geregeld samengewerkt met vijanden van de Hulk zoals Generaal Thunderbolt Ross, maar vrijwel altijd resulteerde deze samenwerking in verraad van Abominations kant. Nadat Abomination door M.O.D.O.K. was geatomiseerd, reconstrueerde hij zich in het lichaam van Tyrannus. Dit had een onverwachte bijwerking: Tyrannus belandde in het lichaam van Abomination en Blonsky werd weer een mens. Tyrannus bleef een tijdje Abomination, totdat Ghaur en Llyra het proces omkeerden. Hierna werd Blonsky weer Abomination.
Blonsky geeft Banner en diens alter ego Hulk de schuld van zijn ellende, en vecht daarom geregeld tegen hem. Dit werd nog eens versterkt toen Blonsky zijn vrouw verloor, en zich voornam dat Banner daarom ook zijn geliefde, Betty Ross, moest verliezen.
In Hulk vol. 4, #1 - 2 (Feb. - Mar 2008) vocht Abomination tegen een nieuwe superschurk genaamd de Red Hulk, en werd waarschijnlijk door de Red Hulk vermoord.

## Krachten en vaardigheden
Net als de Hulk beschikt Abomination over kolossale spierkracht. Deze overtreft zelfs die van de Hulk. Tevens is hij net als de Hulk immuun voor extreme pijn en de meeste wapens. Als hij toch gewond raakt kan hij snel regenereren.
Abomination kan zijn adem lange tijd inhouden en zelfs onder water ademen.
Abominations transformatie is echter permanent, terwijl de Hulk als hij kalm wordt weer terug verandert in Banner. Ook is zijn spierkracht constant, en neemt deze niet toe als hij kwaad wordt zoals dat bij de Hulk wel het geval is.

## Ultimate Abomination
De Ultimate Marvel-versie van Abomination is een Chinese wetenschapper genaamd Chang Lam. De Ultimate Abomination lijkt op een kruising tussen een gorilla en een reptiel. Hij werd in zijn laatste gevecht met de Hulk onthoofd.

## In andere media

### Marvel Cinematic Universe
Sinds 2008 verschijnt Abomination in het Marvel Cinematic Universe waarin hij werd vertolkt door Tim Roth. Abomination is in dit filmuniversum net als de Hulk voornamelijk middels computeranimatie en motion capture neergezet. Abomination komt onder ander voor in de volgende films en serie:
- The Incredible Hulk (2008)
- Shang-Chi and the Legend of the Ten Rings (2021)
- She-Hulk: Attorney at Law (2022) (Disney+)

### Televisieseries
- Abomination was een regelmatig terugkerende schurk in de animatieserie The Incredible Hulk. Zijn stem werd hierin ingesproken door Kevin Schon en later door Richard Moll.
- Abomination is een vast personage in de televisieserie The Super Hero Squad Show.